# Edmund Sundhoff
Edmund Hugo Sundhoff (* 1. April 1912 in Dortmund; † 1998 in Köln) war ein deutscher Ökonom und Professor für Betriebswirtschaftslehre, zuletzt am „Seminar für Handelsbetriebslehre“ der Universität zu Köln.

## Werdegang
Sein Vater war Wirtschaftsberater, der Sohn studierte ab 1938 in Köln und schloss sein Studium als Dipl.-Kfm. im Jahre 1941 ab. Im Jahre 1944 promovierte er bei Rudolf Seyffert in Köln mit Die Funktionen der Großhandlung. Er wurde 1945 Assistent bei Seyffert und begann mit eigenen Vorlesungen. Seine ebenfalls von Seyffert begleitete Habilitationsschrift erschien 1949 unter dem Titel Die Handelsspanne. Bis 1951 lehrte er in Köln und wechselte dann nach Hamburg, zur Akademie für Gemeinwirtschaft, wo er bis 1954 blieb. Ab 1954 nahm er das Ordinariat für Allgemeine Betriebswirtschaftslehre an der Georg-August-Universität Göttingen an, das er bis 1962 innehatte. Er kehrte Ende 1962 als Nachfolger seines Lehrers Seyffert nach Köln zurück, wo er zusätzlich 1963 den Posten als Direktor des Instituts für Handelsforschung und 1968 auch die Stelle des Direktors des Instituts für Distributionsforschung übernahm. Sudhoff emeritierte in Köln im Jahre 1979.
Edmund Sundhoffs genaues Todesdatum ist nicht bekannt; er starb jedoch vor dem 20. Mai 1998, denn er wird in der Jahresfeier der Universität zu Köln am 20. Mai 1998 als verstorben erwähnt.

## Publikationen
Seine als Buch im Jahre 1953 erschienene Habilitationsschrift Die Handelsspanne befasste sich eingehend mit der Handelsspanne, ihren Arten, ihrer Bedeutung für Handelsunternehmen und ihrer wirtschaftspolitischen Bedeutung und gilt als das Grundlagenwerk für diese betriebswirtschaftliche Kennzahl. Seine Veröffentlichung Grundlagen und Technik der Beschaffung von Roh-, Hilfs- und Betriebsstoffen (1958) bot bedeutende Einblicke in ein vernachlässigtes Sachgebiet der Betriebswirtschaftslehre. Es folgten insbesondere Absatzorganisation (1958), Die Rationalisierung der Distribution (1964), Handwerksbetriebe als Lieferanten von Industrieunternehmungen (1964), der Artikel Handel (im Handwörterbuch der Sozialwissenschaften, Band 4, 1965, S. 762–779), Struktur- und Leistungsanalysen von Einzelhandelsbetrieben der hauptsächlichen Branchen (1968, zusammen mit Fritz Klein-Blenkers) oder Wirtschaftslehre des Handels (1972; als Herausgeber des von Seyffert erschienen Originals). Sein Buch Die Werbekosten als Determinante der Wirtschaftswerbung (1976) gilt als wichtiger Beitrag zur Kostentheorie. Im Werk Dreihundert Jahre Handelswissenschaft. Beitrage zur Geschichte der Betriebswirtschaftslehre (1979) ließ er in seinem Emeritierungsjahr die Geschichte der Handelswissenschaft Revue passieren. Sundhoff führte als Herausgeber die von seinem Lehrer Seyffert 1951 gegründeten Schriften zur Handelsforschung fort.

## Wissenschaftliche Schwerpunkte
Sein Lehr- und Forschungsschwerpunkt war die Handelswissenschaft. 